# Yunnanacris wenshanensis
Yunnanacris wenshanensis är en insektsart som beskrevs av Wang, Yuwen och Xiangyu 1995. Yunnanacris wenshanensis ingår i släktet Yunnanacris och familjen gräshoppor. Inga underarter finns listade i Catalogue of Life.